# Markus Rehm
Markus Rehm (Göppingen, 22 agosto 1988) è un atleta paralimpico tedesco, specializzato nel salto in lungo e nelle gare di velocità nella categoria T64.
Nel proprio palmarès vanta cinque titoli paralimpici (di cui quattro individuali nel salto in lungo e uno nella staffetta 4x100), otto titoli mondiali ed altrettanti titoli europei. È anche detentore del record mondiale nel salto in lungo nella propria categoria con 8,66 m.

## Biografia

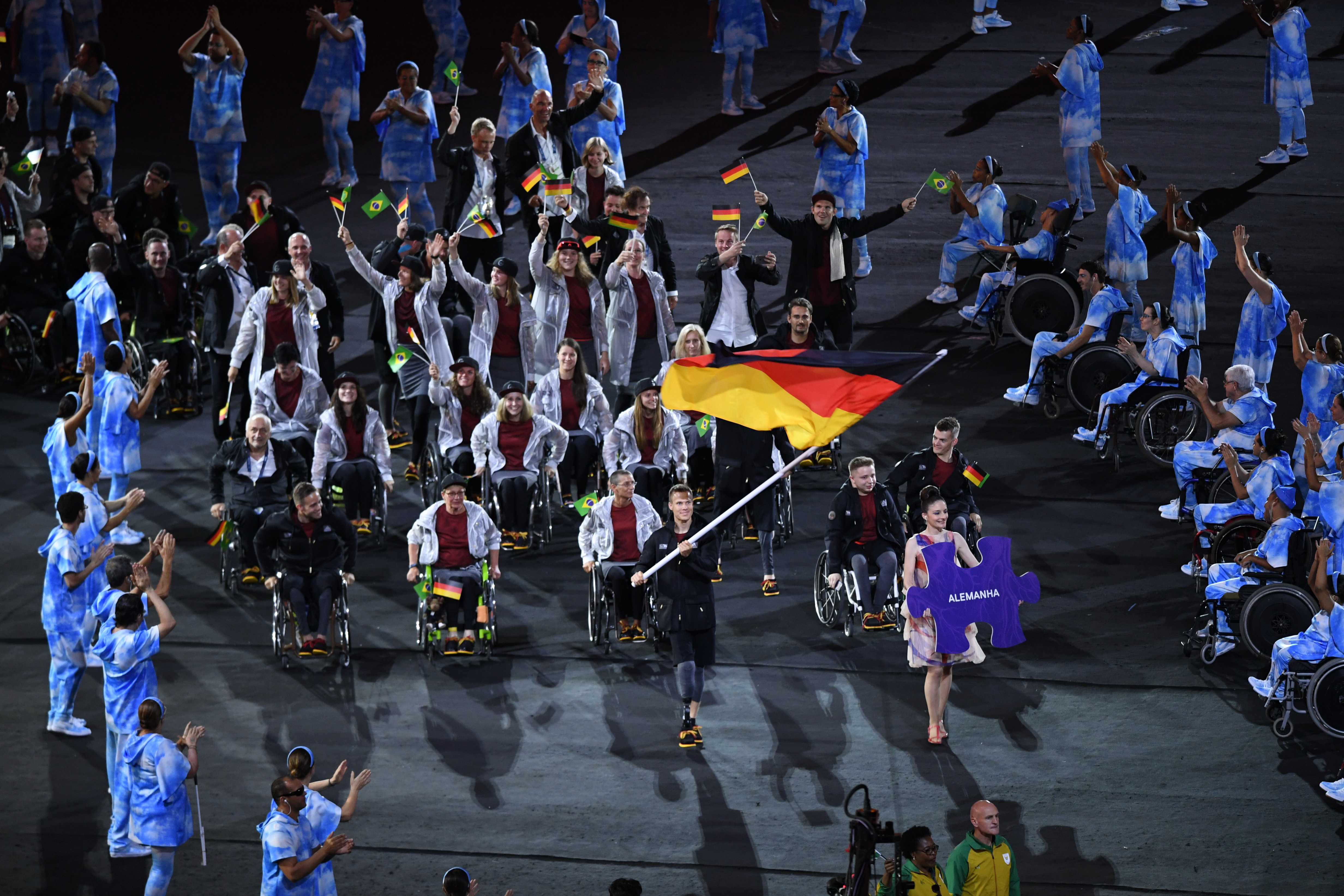
Markus Rehm portabandiera alla cerimonia d'apertura dei XV Giochi paralimpici estivi a Rio de Janeiro il 7 settembre 2016

Markus Rehm nasce a Göppingen, nel Baden-Württemberg, il 22 agosto 1988. All'età di 14 anni, mentre sta praticando il wakeboard, è vittima di un grave incidente, che gli costa l'amputazione della gamba destra. Nel 2009 entra a far parte della società sportiva TSV Bayer 04 Leverkusen, dove è allenato da Steffi Nerius.
Nel 2012 partecipa per la prima volta ad un'edizione dei Giochi paralimpici, conquistando la medaglia d'oro nel salto in lungo.
Nel 2016 gli viene negata la possibilità di gareggiare ai Giochi Olimpici con i normodotati. Il 7 settembre 2016, è il portabandiera per la Germania alla cerimonia d'apertura dei XV Giochi paralimpici estivi di Rio de Janeiro, dove conquisterà la medaglia d'oro nel salto in lungo e nella 4x100 nella categoria T44.
Il 2 giugno 2021, a Bydgoszcz, in Polonia, stabilisce il nuovo record mondiale nel salto in lungo T44 con la misura di 8,62, misura che supera anche il record mondiale stagionale dei normodotati.
Il 1º settembre 2021, a Tokyo, vince il terzo oro consecutivo nel salto in lungo ai Giochi paralimpici con la misura di 8,18 m. L'11 giugno 2022, a Innsbruck, in Germania, in occasione del Golden Roof Challenge, stabilisce il nuovo record mondiale nel salto in lungo T44 con la misura di 8,66, misura che supera anche il record mondiale stagionale dei normodotati.

## Palmarès
| Anno | Manifestazione       | Sede           | Evento                | Risultato | Prestazione | Note                  |
| ---- | -------------------- | -------------- | --------------------- | --------- | ----------- | --------------------- |
| 2011 | Mondiali paralimpici | Christchurch   | Salto in lungo F44    | Oro       | 7,09        | Record mondiale       |
| 2012 | Europei paralimpici  | Stadskanaal    | 100 m T44             | Oro       | 11"70       |                       |
| 2012 | Europei paralimpici  | Stadskanaal    | Salto in lungo F42/44 | Oro       | 6,78 m      |                       |
| 2012 | Giochi paralimpici   | Londra         | 4×100 m T44           | Bronzo    | 45"23       |                       |
| 2012 | Giochi paralimpici   | Londra         | Salto in lungo T44    | Oro       | 7,35 m      | Record mondiale       |
| 2013 | Mondiali paralimpici | Lione          | Salto in lungo F44    | Oro       | 7,95        | Record mondiale       |
| 2014 | Europei paralimpici  | Swansea        | 100 m T44             | Bronzo    | 11"85       |                       |
| 2014 | Europei paralimpici  | Swansea        | Salto in lungo F42/44 | Oro       | 7,63 m      |                       |
| 2015 | Mondiali paralimpici | Doha           | Salto in lungo T44    | Oro       | 8,40 m      | Record mondiale       |
| 2016 | Europei paralimpici  | Grosseto       | 4x100 m T42-47        | Oro       | 41"49       | Record europeo        |
| 2016 | Europei paralimpici  | Grosseto       | Salto in lungo T44    | Oro       | 7,98 m      | Record dei campionati |
| 2016 | Giochi paralimpici   | Rio de Janeiro | 4×100 m T44           | Oro       | 40"82       |                       |
| 2016 | Giochi paralimpici   | Rio de Janeiro | Salto in lungo T44    | Oro       | 8,21 m      |                       |
| 2017 | Mondiali paralimpici | Londra         | 4×100 m T44           | Oro       | 42"81       |                       |
| 2017 | Mondiali paralimpici | Londra         | Salto in lungo T44    | Oro       | 8,00 m      |                       |
| 2018 | Europei paralimpici  | Berlino        | 4x100 m T42-47        | Oro       | 41"42       | Record dei campionati |
| 2018 | Europei paralimpici  | Berlino        | Salto in lungo T64    | Oro       | 8,48 m      | Record mondiale       |
| 2019 | Mondiali paralimpici | Dubai          | Salto in lungo T44    | Oro       | 8,17 m      |                       |
| 2021 | Europei paralimpici  | Bydgoszcz      | Salto in lungo T44    | Oro       | 8,62 m      | Record mondiale       |
| 2021 | Giochi paralimpici   | Tokyo          | Salto in lungo T44    | Oro       | 8,18 m      |                       |
| 2023 | Mondiali paralimpici | Parigi         | Salto in lungo T64    | Oro       | 8,49 m      | Record dei campionati |
| 2024 | Mondiali paralimpici | Kōbe           | Salto in lungo T64    | Oro       | 8,30 m      |                       |
| 2024 | Giochi paralimpici   | Parigi         | Salto in lungo T64    | Oro       | 8,13 m      |                       |